# NGC 2281
NGC 2281 (другое обозначение — OCL 446) — рассеянное скопление в созвездии Возничий.
Этот объект входит в число перечисленных в оригинальной редакции «Нового общего каталога».
Скопление состоит из звёзд яркостью до +13 видимых визуальных звёздных величин, за пределами этого диапазона звёзд очень мало, если они вообще есть.